# Shelley (Idaho)
Shelley es una ciudad ubicada en el condado de Bingham en el estado estadounidense de Idaho. En el Censo de 2010 tenía una población de 4409 habitantes y una densidad poblacional de 940,51 personas por km².

## Geografía
Shelley se encuentra ubicada en las coordenadas 43°22′46″N 112°7′34″O / 43.37944, -112.12611. Según la Oficina del Censo de los Estados Unidos, Shelley tiene una superficie total de 4.69 km², de la cual 4.69 km² corresponden a tierra firme y (0%) 0 km² es agua.

## Demografía
Según el censo de 2010, había 4409 personas residiendo en Shelley. La densidad de población era de 940,51 hab./km². De los 4409 habitantes, Shelley estaba compuesto por el 0.09% blancos, el 0.27% eran afroamericanos, el 0.82% eran amerindios, el 0.75% eran asiáticos, el 0.16% eran isleños del Pacífico, el 6.96% eran de otras razas y el 2.09% pertenecían a dos o más razas. Del total de la población el 13.97% eran hispanos o latinos de cualquier raza.